# アンタラ
アンタラ（英語: Antalla）は、エリトリア北西部・ガシュ・バルカ地方の村。ガシュ・バルカ地方の州都・バレンツから50km北西に存在する。ハイコタ地区の行政府所在地ハイコタから15.6km離れている。北緯15度16分、東経37度13分。標高914m。